# I guerrieri dell'inferno (film)
I guerrieri dell'inferno (Who'll Stop the Rain) è un film del 1978 diretto da Karel Reisz, basato sul romanzo Dog Soldier dello scrittore Robert Stone, vincitore del National Book Award nel 1975.
Il titolo originale della pellicola Who'll Stop the Rain, è ispirato alla celebre canzone dei Creedence Clearwater Revival, che saranno presenti in numerosi momenti della pellicola come colonna sonora. Una volta distribuito oltreoceano, la pellicola è stata intitolata con il titolo Dog Soldier.
Lo scrittore Robert Stone si è ispirato per il suo personaggio di Hicks al personaggio reale di Neal Cassady, un guru della controcultura statunitense degli anni sessanta, che Stone conobbe di persona per tramite del suo vecchio compagno di studi, lo scrittore Ken Kesey.
La scena finale della morte di Hicks lungo la ferrovia è ispirata alla morte di Cassady che morì in un incidente lungo la tratta ferroviaria di San Miguel de Allende in Messico nel 1968.
È stato presentato in concorso al 31º Festival di Cannes.

## Trama
Mentre è di stanza a Saigon, il reporter di guerra John Converse avvicina Ray Hicks, in servizio nella marina mercantile statunitense, e lo convince ad aiutarlo a trafugare un grosso carico di droga da Saigon a San Francisco. Ray Hicks trasporterà la droga durante il suo viaggio di ritorno in America, e, secondo l'accordo con Converse, dovrà ricevere quanto pattuito alla consegna, che dovrà fare alla moglie di Converse, Marge.
Tuttavia le cose si complicano quando Hicks scopre di essere stato vittima di una trappola ordita da Converse che lo fa inseguire da una banda di criminali, e scopre di essere braccato da un poliziotto corrotto della DEA, Antheil, che li inseguirà fino in Messico, e che era a conoscenza dell'operazione sin dall'inizio.
Durante la loro fuga, Hicks e Marge Converse, che si rivela essere diventata una tossicodipendente, si innamorano, diventando amanti. Per uscire dalla morsa dei suoi inseguitori, Hicks cercherà di trovare un nuovo compratore del carico di droga, per trovare i soldi con cui sparire per sempre con Marge. Tuttavia, in quest'ultimo disperato tentativo, Hicks troverà la morte.